# Spiridon Săulescu
Spiridon Săulescu (n. ? - d. 1951) a fost un general român, activ în timpul celui de-al Doilea Război Mondial.
A fost înaintat la gradul de colonel în 27 februarie 1939 și la gradul de general de brigadă în 21 noiembrie 1944, cu vechimea de la data de 23 martie 1944.
După 19 mai 1944, Spiridon Săulescu a comandat Comandamentul 103 Munte (1943-1944).